# Сало-Индольская котловина
Кишлавская котловина (Индоло-Сальская котловина, Сало-Индольская котловина) располагается в Юго-Восточном Крыму в понижении между Главной и Средней грядами Крымских гор в 16 км от г. Старый Крым. Название получила по селу Кишлав (современное Курское). Издавна славилась плодородием. Культурно освоена во времена античности. В долине сохраняются многочисленные памятники средневекового армянского зодчества.

## Рельеф
Площадь около 50 км². Длина около 10 и ширина около 5 км. Основной водной артерией котловины является река Мокрый Индол, а также два её притока — речки Курт и Суук-Сала. Все реки текут с юга на север. На западе и северо-западе котловину обрамляет горный массив Кубалач (738 м), также горные вершины Куляба и Кизил-Таш, на юге естественной границей котловины служит лесистый макросклон Главной гряды Крымских гор с пиком вершины Таушан-Тепе (771 м). С севера котловину ограничивают скальные массивы г. Бор-Кая (361 м), на востоке же границу образуют длинные отроги г. Агармыш (722 м). В пределах самой котловины отмечается чередование невысоких холмистых гряд, которые прорезают речные долины. У северной окраины села Курского река Мокрый Индол пробила своеобразный каньон, иллюстрирующий работу водной эрозии через Среднюю гряду Крымских гор в условиях куэстово-горного рельефа. Каньон с запада ограничивает гора Кызылташ (431 м), на востоке — Бор-Кая (361 м). До образования каньона дно котловины по-видимому занимало озеро. С окружающей местностью долину связывают пять дорог, проложенных ещё в средние века.

## Историческая этнография

### Античность
Археологические раскопки показали что долина была культурно освоена во времена классической античности. Так, первые следы постоянных поселений округе Кишлав (далее Курского) датируются периодом с III в. до н. э. по III в. н. э. Здесь были найдены остатки форта, который располагался на вершине горы Бор-Кая, которая круто обрывается как с юга, так и с северо-запада. При этом территория самой крепости была отгорожен от древнего городища оборонительной стеной. На территории самого селища были обнаружены осколки греческих амфор. Цивилизация, по-видимому, имела если не собственно греческий, то во всяком случае эллинистический характер, и тесно сообщалась с прибрежными районами посредством дорог. Внизу, по левому берегу реки Мокрый Индол, проходила дорога на Судак. У крепости также имелась визуальная связь с ещё одним подобным укреплением, расположенным на горе Яман-Таш, что в 6,5 км к юго-западу. Кроме того, под самым обрывом, на левом берегу реки Индол был обнаружен могильник античной эпохи.

### Средние века
Со времён средневековья земли котловины используются для выращивания различного рода садовых и зерновых культур, а также для выпаса скота и сенокоса. В первой трети XIV века долину заселили армяне из Аксарая, основав здесь три села (Сала, Топлы и Камышлык). В 1778 все кишлавские армяне в количестве около 1 тыс. человек переселились на Нижний Дон. Пустующие земли до 1802 года использовали крымские татары. Однако после их массового переселения в Турцию, российское правительство нарезало участки болгарским переселенцам, которые вместе с другими крымскими народами были депортированы в Казахстан и Среднюю Азию в середине XX века. Первую детальную топографическую карту Кишлавской котловины в XIX веке составили российские военные полковник Бетев и подполковник Оберг.